# Statue von Christian IV. (Børsen)
Die Statue von Christian IV. vor der Børsen in Kopenhagen wurde von Hans Pauli Olsen entworfen und am 10. Mai 2019 enthüllt.

## Beschreibung
Das Denkmal ist eine sechs Meter hohe Statue des ehemaligen dänischen Königs Christian IV. aus Bronze und Granit. Darüber hinaus zeigt es auch die vom König in Auftrag gegebenen Gebäude Rundetårn, Schloss Rosenborg und die Børsen. Die durch das Denkmal dargestellten Gebäude sind auf den Kopf gestellt, wobei der Rundetårn den Sockel bildet und die anderen Gebäude unter den Füßen der Figur hängen. Die Erklärung des Künstlers lautet: „Es ist die Stadt, die sich im Wasser spiegelt. Er (Christian IV.) steht dort und zeigt die Stadt“.

## Geschichte
Das Denkmal wurde von dem Bildhauer Hans Pauli Olsen entworfen. Die Realisierung begann 2010. Die Kosten von 1,8 Millionen DKK wurden von der Königin-Margrethe-und-Prinz-Henrik-Stiftung und der Augustinus-Stiftung getragen. Der Bronzegießer Peter Jensen goss die Figur von Christian IV. und die beiden Turmspitzen, und der Steinmetzbetrieb Schannong Stenhuggeri war für die Herstellung des Sockels des runden Turms aus rotem Bohus-Granit verantwortlich.
Am 10. Mai 2019 enthüllte Königin Margrethe die Statue, wobei ein Teil des Verhüllungsstoffes am Kopf der Königsfigur hängen blieb.

## Kritik an der Statue
Die Statue wurde bereits vor ihrer Enthüllung kritisiert. Sowohl das Indre By Lokaludvalg als auch das Københavns Billedkunstudvalg, zwei lokale Komitees, äußerten sich in ihren Stellungnahmen an den Technik- und Umweltausschuss in Kopenhagen kritisch über die Aufstellung der Statue, sowohl über die Form als auch die Platzierung. Sie glaubten, dass das Konzept der auf dem Kopf stehenden Türme nicht verstanden werde; die Sandsteinskulptur werde auf dem Platz in den Schatten gestellt.